# Шаролапова, Таисия Фёдоровна
Таисия Федоровна Шаролапова (29 августа 1925 — 18 сентября 2009) — начальник сборочного цеха Пензенского часового завода, Герой Социалистического Труда (1960).

## Биография
Родилась 29 августа 1925 года в городе Пензе. Русская. Трудовую деятельность начала в годы Великой Отечественной войны на велозаводе в родном городе.
Окончила Пензенский индустриальный институт. После окончания института работала инженером-технологом на Челябинском часовом заводе.
С 1950 года работала на Пензенском часовом заводе в должностях инженера-технолога ОТК, начальника контрольно-испытательной станции, начальником сборочного цеха № 13
Указом Президиума Верховного Совета СССР от 7 марта 1960 года в ознаменование 50-летия Международного женского дня, за выдающиеся достижения в труде и особо плодотворную общественную деятельность Шаролаповой Таисии Фёдоровне присвоено звание Героя Социалистического Труда с вручением ордена Ленина и золотой медали «Серп и Молот».
С 1969 года на профсоюзной работе. До 1973 годы работала секретарём Пензенского областного совета профсоюзов. В 1973 году Т. Ф. Шаролапова заняла должность заместителя председателя комиссии Президиума ВЦСПС по работе среди женщин в городе Москве. В 1977 году была избрана секретарем ЦК профсоюза рабочих автомобильного, тракторного и сельскохозяйственного машиностроения. После выхода на пенсию, принимала участие в деятельности ветеранских организаций.
Жила в городе Пензе. Скончалась 18 октября 2009 года на 85-м году жизни. 
Похоронена на Новозападном кладбище города Пензы.
Награждена орденами Ленина, «Знак почёта», медалями.